# Tovomita weddeliana
Tovomita weddeliana là một loài thực vật có hoa trong họ Bứa. Loài này được Planch. & Triana miêu tả khoa học đầu tiên năm 1860.